# Paolo Rondelli
Paolo Rondelli (Ciudad de San Marino, 17 de junio de 1963) es un político y diplomático sanmarinés. Fue capitán regente junto con Oscar Mina desde el 1 de abril hasta el 1 de octubre de 2022.

## Biografía
En 1990, Rondelli se licenció como ingeniero químico en la Universidad de Bolonia.
Se desempeñó como embajador de San Marino en los Estados Unidos. Presentó su cartas credenciales al presidente George W. Bush el 25 de julio de 2007. El Departamento de Estado de Estados Unidos declaró que los dos países se encuentran "en excelentes términos". Ostentó dicho cargo hasta 2016 y ejerció como embajador ante la Unesco hasta 2019. Ese mismo año fue elegido como miembro del Gran Consejo General de San Marino.
En 2022 fue elegido como uno de los dos Capitanes Regentes de San Marino. Rondelli es el primer jefe de Estado abiertamente LGBT+ en el mundo.